# Обзор предметного поля
Обзор предметного поля (англ. scoping review) — литературный исследовательский обзор, систематически изучающий доступную в заданной предметной области литературу и выявляющий ключевые концепции, теории, источники доказательств, способы, которыми они были получены, и пробелы в существующих исследованиях без осуществления полноценного синтеза полученных данных. В отличие от систематических обзоров, обзоры предметного поля не обязаны критически оценивать включаемые доказательства и охватывают более широкий диапазон литературы вне зависимости от её качества и типа, тем не менее они тоже требуют строгих и прозрачных методов для обеспечения достоверности результатов. Предоставляя структурированный подход к сбору исходной информации, которая может использоваться для проведения систематического обзора, могут служить предшественниками систематических обзоров.
Основной целью такого обзора является быстрое изучение имеющейся литературы для определения ключевых концепций, лежащих в основе определённой области исследований, и имеющихся типов и источников доказательств. Использоваться обзоры предметного поля могут в разных целях, например, для обнаружения пробелов в существующих исследованиях или для обобщения результатов исследований. Обзоры предметного поля, не учитывающие качество включаемых доказательств, могут составляться достаточно быстро, на разработку более полных обзоров может уйти до года.

## Общие сведения
Обзор предметного поля является достаточно новым типом обзоров и набирает популярность как подход для обобщения данных по исследованиям. По состоянию на 2010 ещё не было общепризнанного определения обзора предметного поля, однако позднее появились руководства с чётким определением, методиками проведения и описанием этапов проведения обзора. В российской литературе по состоянию на 2021 год существуют единичные примеры таких обзоров, в связи с чем существует необходимость в информировании русскоязычной аудитории о данной методологии и существующих рекомендациях по ней. В русскоязычных публикациях обзоры предметного поля упоминаются под различными названиями: обзор «охвата» предметного поля, предварительный обзор, аналитический обзор, scoping review-метод и систематическое обзорное исследование литературы по ScR-методологии. Наиболее точно суть данного вида обзоров, вероятно, отражает название «систематическое обзорное исследование литературы по ScR-методологии». Использование различных названий связано с тем, что точного дословного перевода англоязычного термина scoping review нет.
Обзоры предметного поля не следует путать с традиционными обзорами литературы. Традиционные обзоры годами использовались для обобщения различной литературы или исследований по какой-либо определённой теме, рассматривая проблемы с позиции истории, важности и общественных представлений по теме или какой-либо проблеме. Такие обзоры являются субъективными, поскольку опираются на предшествующие знания и опыт автора и не излагают тему беспристрастно, систематически и исчерпывающе. Вторичные же исследования, обобщающие результаты первичных или интерпретирующие их, должны выполняться с использованием строгих и повторно воспроизводимых методов. Обзоры предметного поля представляют хорошую альтернативу традиционным обзорам в тех случаях, когда требуется разъяснение концепции или теории. В отличие же от систематических обзоров обзоры предметного поля не преследуют своей целью критическую оценку или синтез результатов для ответа на конкретный вопрос. Недостатком является возможное злоупотребление обзорами предметного поля, при котором авторы вместо систематического обзора проводят обзор предметного поля, чтобы избежать этапа критической оценки, думая, что таким образом можно ускорить составление обзора и облегчить себе работу. Также могут быть случаи, когда обзоры предметного поля изучают и систематизируют литературу в предметной области, где это не требуется.

## Показания к проведению обзора
Вместо систематических обзоров обзоры предметного поля могут использоваться в тех случаях, когда необходимо определить пробелы в текущих знаниях, охватить имеющийся объём литературы по теме, прояснить концепции или изучить возможности проведения будущих исследований. В качестве предшественников систематических обзоров они могут использоваться для подтверждения актуальности критериев включения или для поиска потенциальных вопросов, ответы на которые могли бы дать систематических обзоры. Полезными обзоры предметного поля могут быть в тех случаях, когда накопленный объём литературы ещё не был всесторонне проанализирован или имеет сложный и разнородных характер, не позволяя провести более точный систематический обзор. Обзоры предметного поля могут быть особенно полезными при появлении новых доказательств, когда ещё не совсем понятно, какие могут возникнуть вопросы, ответы на которые могли бы дать последующие более точные систематические обзоры.